# دونالد جونستون
دونالد جونستون (بالإنجليزية: Donald Johnston)‏ هو مجدف أمريكي، ولد في 30 سبتمبر 1899 في ألباني في الولايات المتحدة، وتوفي في 4 أغسطس 1984 في مقاطعة أرلنغتون في الولايات المتحدة.

## وصلات خارجية
- دونالد جونستون على موقع الاتحاد الدولي للتجديف (الإنجليزية)
- دونالد جونستون على موقع اللجنة الأولمبية الدولية (الإنجليزية)
- دونالد جونستون على موقع أوليمبيديا (الإنجليزية)